# Tatra V 570

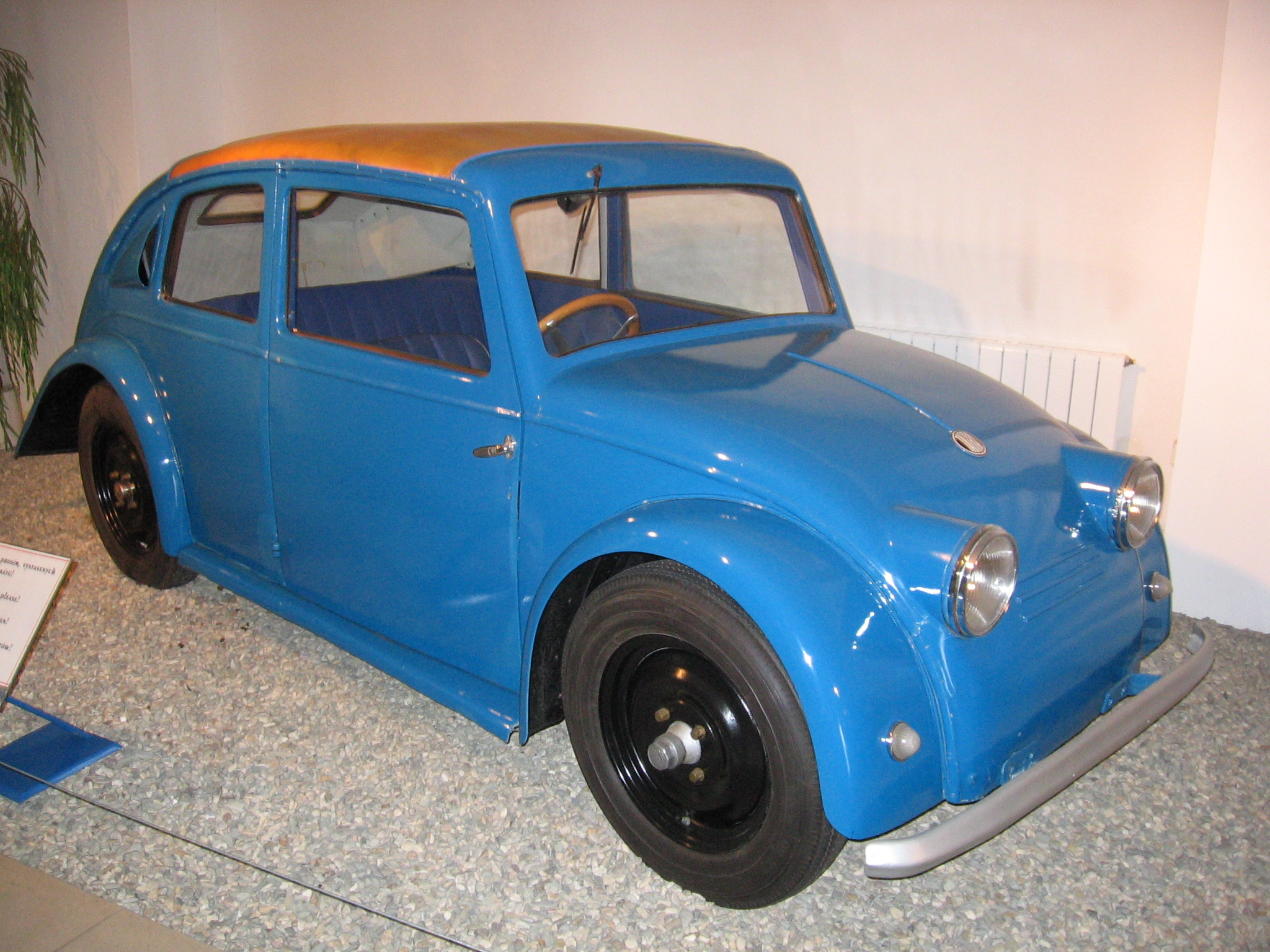
Tatra 570

Der Tatra V 570 war ein Kleinwagen-Prototyp der tschechoslowakischen Tatra-Werke AG, Automobil- und Waggonbau in Nesselsdorf/Kopřivnice. Konstruktionsmerkmale des Tatra V 570 flossen in den späteren KdF-Wagen und in den VW Käfer ein.

## Geschichte
Konstrukteur des Tatra V 570 war Hans Ledwinka. Als Prototypen wurden um 1931 zwei Cabriolets und 1933 eine Limousine mit Stromlinienkarosserie gebaut. Der Wagen war als möglicher Nachfolger des Typs 12 vorgesehen. Es kam jedoch nicht zu einer Serienfertigung des Kleinwagens.

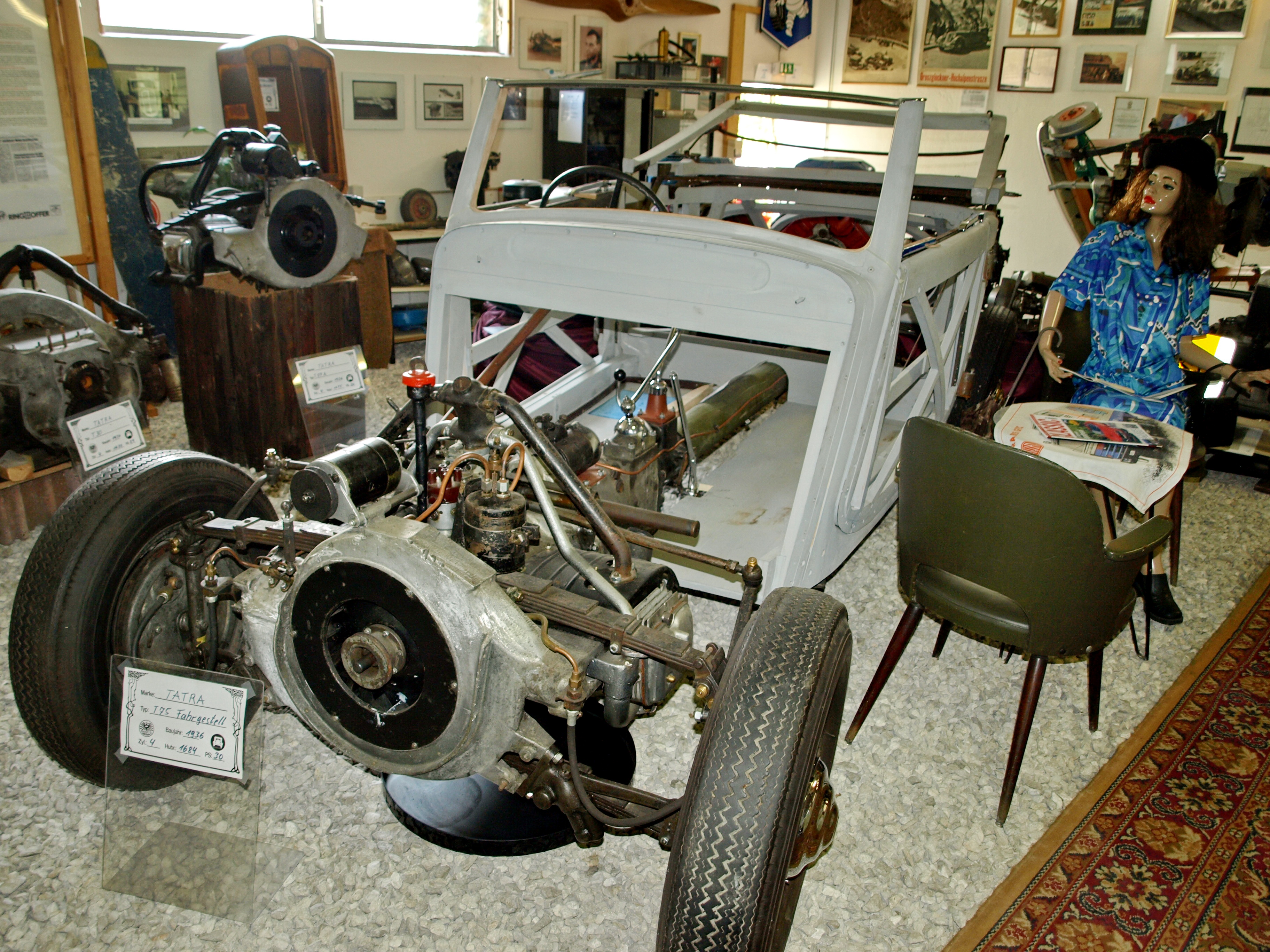
Tatra 75 Frontantrieb mit Boxermotor

Durch die Entwicklungsarbeiten und Patente von Hans Ledwinka wirkten seine Erfindungen zunächst in den Modellreihen von Tatra und später auch bei etlichen anderen Kraftfahrzeugherstellern. Nach dem Tatra 12 mit Zweizylindermotor erschien 1926 der Vierzylinder-Boxermotor von Ledwinka im Tatra 30. Dem folgten 1929 der Zwischentyp Tatra 30/52 und 1930 der Tatra 52. 1931 folgte die Sparversion Tatra 54 und ab 1932 wurde der 57 angeboten; ebenfalls mit Vierzylindermotor in der Front und mit Hinterradantrieb. Der Tatra 75 hatte von 1934 bis 1942 eine deutlich längere Bauzeit.

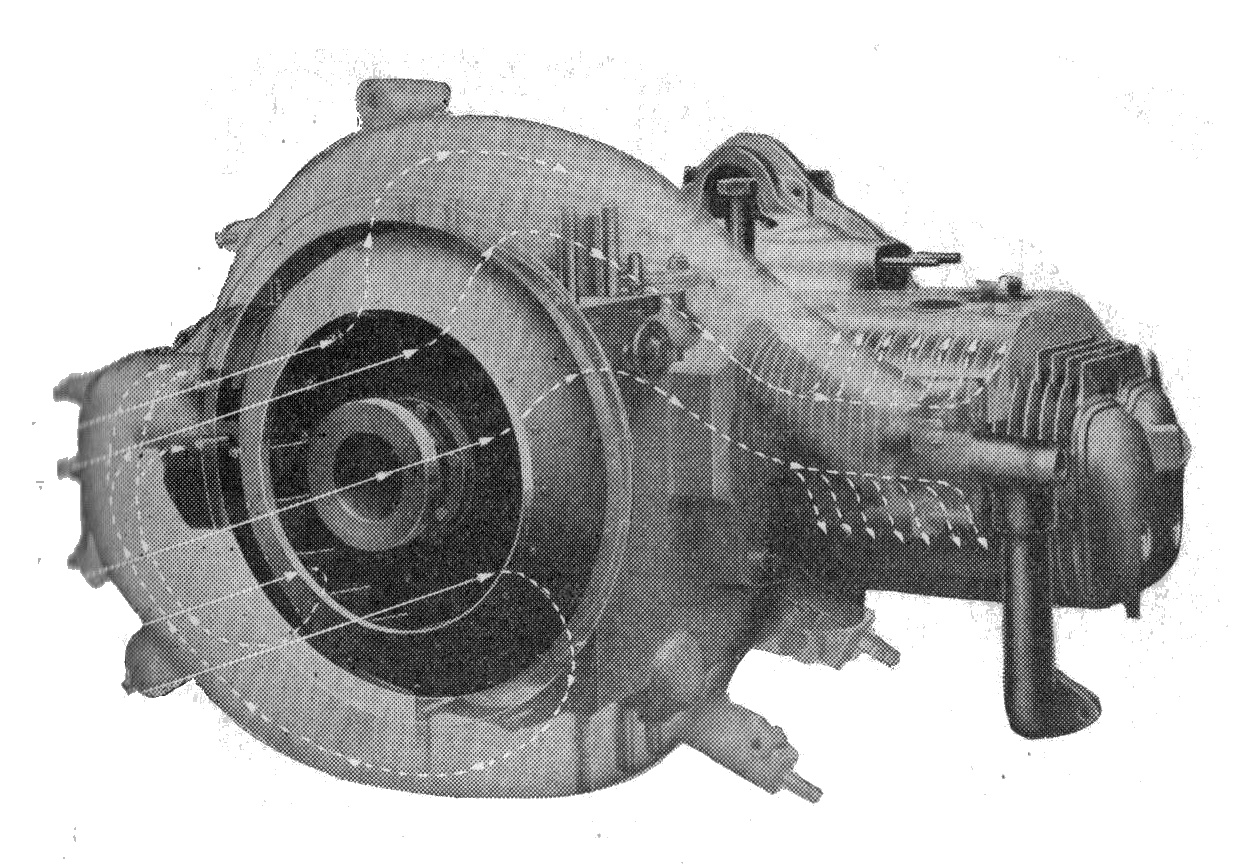
Stoewer-Boxermotor mit Ledwinka-Frontantriebskonzept

Der Röhr Junior wurde basierend auf einer Lizenzfertigung des Tatra 75 ab 1933 von der Röhr Auto AG in Ober-Ramstadt gebaut. Nach dem Konkurs von Röhr wurden die Werkzeuge und die Lizenz von der Stoewer-Werke AG in Stettin übernommen, die daraufhin ab 1935 das Modell Stoewer Greif Junior baute, das weiterhin den von Ledwinka entwickelten Boxermotor hatte.
Mit dem auf Heckmotor geänderten Antriebskonzept und neu gestalteter Karosserie erschien etwa 1931 der Tatra V 570. Das Fahrzeug blieb jedoch 1933 im Prototypenstadium stecken. Es wurde Vorbild für den windschlüpfigen Tatra 77 von 1934 mit luftgekühltem 3-Liter-V-Achtzylindermotor im Heck.
Ledwinka hatte für das Heckantriebskonzept und für die gebläsegekühlten Motoren zahlreiche Patente angemeldet, die später auch in den KdF-Wagen einflossen. Konstruktionsdetails von Heckantrieb und Zentralrohrrahmen übernahm Ferdinand Porsche unter Patentverletzung für den VW Käfer und für Porsche-Fahrzeuge. Porsche soll nachträglich zugegeben haben, bei der Entwicklung des KdF-Wagens auf Konzepte von Hans Ledwinka zurückgegriffen zu haben. Von der Volkswagenwerk AG wurden 1961 wegen Patentrechtsverletzungen bei Motoren und anderen Konstruktionen 1 Mio. DM an Tatra als Entschädigung gezahlt.

## Technische Merkmale
Der V 570 hatte einen obengesteuerten, luftgekühlten Zweizylinder-Boxermotor mit 854 cm³ Hubraum im Wagenheck eingebaut, der über eine Mehrscheibenkupplung und ein Vierganggetriebe mit Mittelschaltung die Hinterräder antrieb. Die Höchstgeschwindigkeit lag bei 75 km/h. Das Fahrzeug hatte einen Zentralrohrrahmen; die Vorderräder waren an zwei übereinanderliegenden Querblattfedern aufgehängt, hinten war eine Pendelachse mit Querblattfeder eingebaut. Die mechanische Bremse wirkte auf alle Räder. Die beiden Türen des viersitzigen Wagens waren hinten angeschlagen (Selbstmördertür). Da die damalige Tschechoslowakei bis Ende der 1930er Jahre Linksverkehr hatte, war der Wagen ein Rechtslenker.